# Сенадор-Жеоржину-Авелину
Сенадор-Жеоржину-Авелину (порт. Senador Georgino Avelino) — муниципалитет в Бразилии, входит в штат Риу-Гранди-ду-Норти. Составная часть мезорегиона Восток штата Риу-Гранди-ду-Норти. Входит в экономико-статистический микрорегион Литорал-Сул. Население составляет 3774 человека на 2006 год. Занимает площадь 26,383 км². Плотность населения — 143,0 чел./км².

## Статистика
- Валовой внутренний продукт на 2003 год составляет 9 128 823,00 реалов (данные: Бразильский институт географии и статистики).
- Валовой внутренний продукт на душу населения на 2003 год составляет 2565,72 реалов (данные: Бразильский институт географии и статистики).
- Индекс развития человеческого потенциала на 2000 год составляет 0,647 (данные: Программа развития ООН).